# Coras furcatus
Coras furcatus là một loài nhện trong họ Amaurobiidae.
Loài này thuộc chi Coras. Coras furcatus được miêu tả năm 1946 bởi Muma.